# Comuna Sračinec, Varaždin
Sračinec este o comună în cantonul Varaždin, Croația, având o populație de 4.842 de locuitori (2011).

## Demografie
Componența etnică a comunei Sračinec
     Croați (99,01%)
     Necunoscut (0,04%)
     Neclasificat (0,54%)
Componența confesională a comunei Sračinec
     Catolici (97,46%)
     Necunoscută (1,38%)
     Alte religii (1,16%)
Conform recensământului din 2011, comuna Sračinec avea 4.842 de locuitori. Din punct de vedere etnic, majoritatea locuitorilor (99,01%) erau croați. Apartenența etnică nu este cunoscută în cazul a 0,04% din locuitori. Din punct de vedere confesional, majoritatea locuitorilor (97,46%) erau catolici. Pentru 1,38% din locuitori nu este cunoscută apartenența confesională.